# Eaton County
Eaton County ist ein County im Bundesstaat Michigan der Vereinigten Staaten. Der Verwaltungssitz (County Seat) ist Charlotte. Das U.S. Census Bureau hat bei der Volkszählung 2020 eine Einwohnerzahl von 109.175 ermittelt.

## Geographie
Das County liegt im mittleren Süden der Unteren Halbinsel von Michigan und hat eine Fläche von 1500 Quadratkilometern, wovon sieben Quadratkilometer Wasserfläche sind. Es grenzt im Uhrzeigersinn an folgende Countys: Clinton County, Ingham County, Jackson County, Calhoun County, Barry County und Ionia County.

## Geschichte
Eaton County wurde 1829 als Original-County aus freiem Territorium gebildet. Benannt wurde es nach John Henry Eaton, einem US-amerikanischen Kriegsminister. Das County gehört zu den so genannten Cabinet Countys, da es wie einige andere nach einem Mitglied des Kabinetts von US-Präsident Andrew Jackson benannt wurde.
17 Bauwerke und Stätten des Countys sind insgesamt im National Register of Historic Places eingetragen (Stand 23. November 2017).

## Demografische Daten
Nach der Volkszählung im Jahr 2000 lebten im Eaton County 103.655 Menschen. Davon wohnten 1.734 Personen in Sammelunterkünften, die anderen Einwohner lebten in 40.167 Haushalten und 28.237 Familien. Die Bevölkerungsdichte betrug 69 Einwohner pro Quadratkilometer. Ethnisch betrachtet setzte sich die Bevölkerung zusammen aus 90,25 Prozent Weißen, 5,29 Prozent Afroamerikanern, 0,44 Prozent amerikanischen Ureinwohnern, 1,13 Prozent Asiaten, 0,03 Prozent Bewohnern aus dem pazifischen Inselraum und 1,17 Prozent aus anderen ethnischen Gruppen; 1,70 Prozent stammten von zwei oder mehr Ethnien ab. 3,21 Prozent der Bevölkerung waren spanischer oder lateinamerikanischer Abstammung.
Von den 40.167 Haushalten hatten 33,8 Prozent Kinder unter 18 Jahren, die bei ihnen lebten. 56,3 Prozent waren verheiratete, zusammenlebende Paare, 10,3 Prozent waren allein erziehende Mütter und 29,7 Prozent waren keine Familien. 24,5 Prozent waren Singlehaushalte und in 8,4 Prozent lebten Menschen im Alter von 65 Jahren oder darüber. Die Durchschnittshaushaltsgröße betrug 2,54 und die durchschnittliche Familiengröße lag bei 3,03 Personen.
26,1 Prozent der Bevölkerung waren unter 18 Jahre alt. 9,1 Prozent zwischen 18 und 24 Jahre, 28,8 Prozent zwischen 25 und 44 Jahre, 24,6 Prozent zwischen 45 und 64 Jahre und 11,3 Prozent waren 65 Jahre oder älter. Das Durchschnittsalter betrug 36 Jahre. Auf 100 weibliche Personen kamen 94,6 männliche Personen. Auf 100 Frauen im Alter von 18 Jahren und darüber kamen statistisch 91,5 Männer.
Das jährliche Durchschnittseinkommen eines Haushalts betrug 49.588 USD, das Durchschnittseinkommen einer Familie 57.898 USD. Männer hatten ein Durchschnittseinkommen von 41.978 USD, Frauen 29.638 USD. Das Prokopfeinkommen betrug 22.411 USD. 4,1 Prozent der Familien und 5,8 Prozent der Bevölkerung lebten unterhalb der Armutsgrenze.

## Orte im County
- Bellevue
- Brookfield
- Carlisle
- Charlesworth
- Charlotte
- Chester
- Delta Center
- Delta Mills
- Dimondale
- Eaton Rapids
- Grand Ledge
- Gresham
- Hoytville
- Kalamo
- Kingsland
- Lansing
- Little Venice
- Millett
- Mulliken
- Needmore
- Olivet
- Packard
- Petrieville
- Potterville
- Shaytown
- Sunfield
- Vermontville
- Waverly
- West Windsor
- Whaley Drain
- Woodbury

Townships
- Bellevue Township
- Benton Township
- Brookfield Township
- Carmel Township
- Chester Township
- Delta Charter Township
- Eaton Rapids Township
- Eaton Township
- Hamlin Township
- Kalamo Township
- Oneida Charter Township
- Roxand Township
- Sunfield Township
- Vermontville Township
- Walton Township
- Windsor Charter Township